# Zaire (moneda)

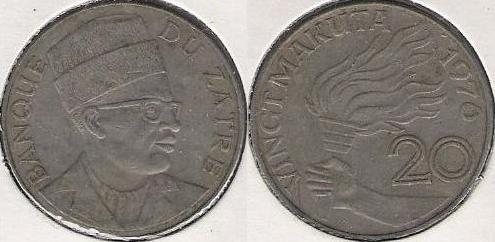
20 makuta del 1970, la moneda fraccionària del zaire

El zaire (en francès zaïre) fou la moneda de la República Democràtica del Congo (anomenada República del Zaire entre 1971 i 1997) de 1967 a 1997. Va substituir el franc congolès a raó de 1.000 francs per zaire i, més endavant, fou substituït pel nou zaire a raó de 3.000.000 de zaires antics per un de nou.
El nou zaire fou substituït altra vegada pel franc congolès a raó de 100.000 zaires per franc quan la República del Zaire va tornar a esdevenir la República Democràtica del Congo. Se subdividia en 100 makuta (en singular likuta), i alhora el likuta es dividia en 100 sengi. De tota manera, aquesta unitat tenia molt poc valor, per la qual cosa la moneda més petita era la de 10 sengi. A diferència del que passa amb la majoria de monedes, era usual escriure les quantitats de zaires amb tres zeros darrere la coma dels decimals en comptes de dos, fins i tot quan la inflació havia devaluat fortament la moneda.